# Segreteria di Stato per gli affari interni
La Segreteria di Stato per gli Affari Interni, il cui nome completo è ufficialmente Segreteria di Stato per gli Affari Interni, la Funzione Pubblica, gli Affari Istituzionali e i Rapporti con le Giunte di Castello, è l'organo di attuazione della politica interna del  Congresso di Stato, ossia il governo della Repubblica di San Marino.
L'attuale Segretario, in carica nella XXX Legislatura (elezioni politiche dell'8 dicembre 2019) è Gian Nicola Berti.
Alla Segreteria di Stato per gli Affari Interni afferiscono: il Dipartimento per gli Affari Istituzionali e Giustizia, il Dipartimento della Funzione Pubblica, che costituiscono i punti di riferimento per uffici della pubblica amministrazione coerenti per funzioni e attività.